# صلیب نگهبان
صلیب نگهبان (انگلیسی: Guardian Cross) یک بازی ویدئویی ورق تک‌نفره و چندنفره برای سکوهای اندروید و آی‌اواس می‌باشد که توسط اسکوئر انیکس توسعه و نشر پیدا کرده است. این بازی اولین بار در ۱۳ سپتامبر ۲۰۱۲ منتشر شده و تا دسامبر همان سال، بیش از یک میلیون بار از فروشگاه اپ مک دانلود گردید.